# Beschlossen und verkündet
Beschlossen und verkündet ist eine Krimiserie, die 1975 vom ZDF übertragen wurde. Es war die Fortsetzung der Serie Lokaltermin, die einen ähnlichen Rahmen hatte. Die Regie führte hier Thomas Engel.

## Inhalt
Die Serie handelt von einem Berliner Amtsgericht um 1900, in dem Gerichtsverhandlungen ausgetragen werden. Ob es um Diebstahl, Spiritismus oder die „roten Sozis“ geht – für Amtsrichter Schröter und Gerichtsschreiber Wutzke gibt es immer genug zu tun.

## Episoden
1. Schrift ist Gift (12. Juni 1975)
2. Der Doppelgänger (19. Juni 1975)
3. Der „rote“ Hahn (26, Juni 1975)
4. Der ehrliche Finder (3. Juli 1975)
5. Vater werden ist nicht schwer (10. Juli 1975)
6. Jean (17. Juli 1975)
7. Geisterhände (24. Juli 1975)
8. Herrn Wittichs Erben (31. Juli 1975)
9. Schüsse im Morgengrauen (7. August 1975)
10. Ehrenmänner (14. August 1975)
11. Ferdinands Pferdchen (21. August 1975)
12. Mitgegangen – mitgefangen (28. August 1975)
13. Alle Vorteile gelten (4. September 1975)